# Terreno (geologia)

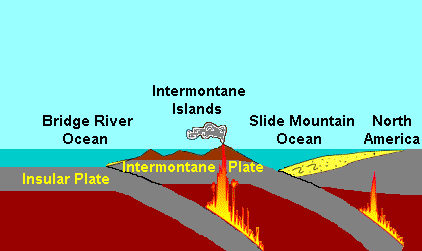
Perfil geológico do terreno revelando camadas de sedimentos, arenitos e rochas ígneas, com destaque para fissuras e zonas de alteração

Em geologia, terreno é um fragmento de material crustal formado sobre, ou fragmentado de, uma placa tectônica e acrecionada — "suturada" — a crosta repousando sobre outra placa. O bloco crustal ou fragmentos preservam sua própria história geológica distinta, a qual é diferente das áreas circundantes (daí os termos terreno "exótico" ou "suspeito"). A zona de sutura entre um terreno e a crosta à qual está unido é normalmente identificável como uma falha geológica.
Uma tradução adequada para o termo em português terreno pode ser vista em resumos de teses em geologia, ou em artigos.
O termo terrane é utilizado em algumas comunicações.

## Generalidades
Um terreno não é necessariamente uma microplaca originalmente independente, uma vez que pode não conter a totalidade da espessura da litosfera. É uma porção de crosta que foi transportada lateralmente, normalmente como parte de uma placa maior, e é relativamente flutuante devido à espessura ou baixa densidade. Quando a placa da qual era uma parte foi subduzida sob outra placa o terreno não foi subduzido, separando-se de sua placa "transportadora", e foi acrecionado à placa sobrejacente. Portanto, o terreno transferiu-se de uma placa para outra. Tipicamente, terrenos em acreção são porções de crosta continental que se afastaram de outra massa continental devido a um rifte e sendo transportadas cercadas por crosta oceânica, ou antigos arcos vulcânicos formados em alguma zona de subducção distante.
O conceito de terrenos desenvolveu-se dos estudos nos anos 1970 da complicada margem orogênica da Cordilheira do Pacífico da América do Norte, um complexo e diverso potpourri geológico que era difícil de ser explicado até a nova ciência da tectônica de placas mostrar a capacidade de fragmentos de crosta "vaguearem" milhares de quilômetros desde a sua origem e encontrarem-se, comprimidos, contra uma costa exótica. Tais terrenos foram chamados "terrenos acrecionados" pelos geólogos.
"Logo foi determinado que estas exóticas fatias de crosta tinham, de fato, sido originadas como "terrenos suspeitos" em regiões a distâncias consideráveis, frequentemente milhares de quilômetros, do cinturão orogênico onde elas eventualmente acabaram. Sucede que o atual cinturão orogênico em si mesmo era uma colagem acrecionária, composta de numerosos terrenos derivados da orla circumpacífica, agora suturados ao longo de grandes falhas. Estes conceitos foram rapidamente aplicados a outros cinturões orogênicos mais antigos, como o cinturão dos Apalaches da América do Norte... Apoio para a nova hipótese veio não só dos estudos estruturais e litológicos, mas também de estudos da biodiversidade da fauna e do paleomagnetismo." (Traduzido de Carney et al.)
Quando terrenos são compostos de repetidos eventos acrecionários, isto é, são compostos de subunidades com histórias e estruturas distintas, eles podem ser chamados de superterrenos.